# Apamea niveivenosa
Apamea niveivenosa là một loài bướm đêm thuộc họ Noctuidae. Nó được tìm thấy ở Northwest Territories và British Columbia tới Nova Scotia và adjacent các bang miền bắc ở Hoa Kỳ, phía nam ở phía tây đến Nevada và Colorado.
Con trưởng thành bay từ tháng 7 đến tháng 8 tùy theo địa điểm.
Ấu trùng ăn các loài Poa.

## Phụ loài
- Apamea niveivenosa niveivenosa
- Apamea niveivenosa obscuroides Poole, 1989